# 乔瓦尼·达韦拉扎诺

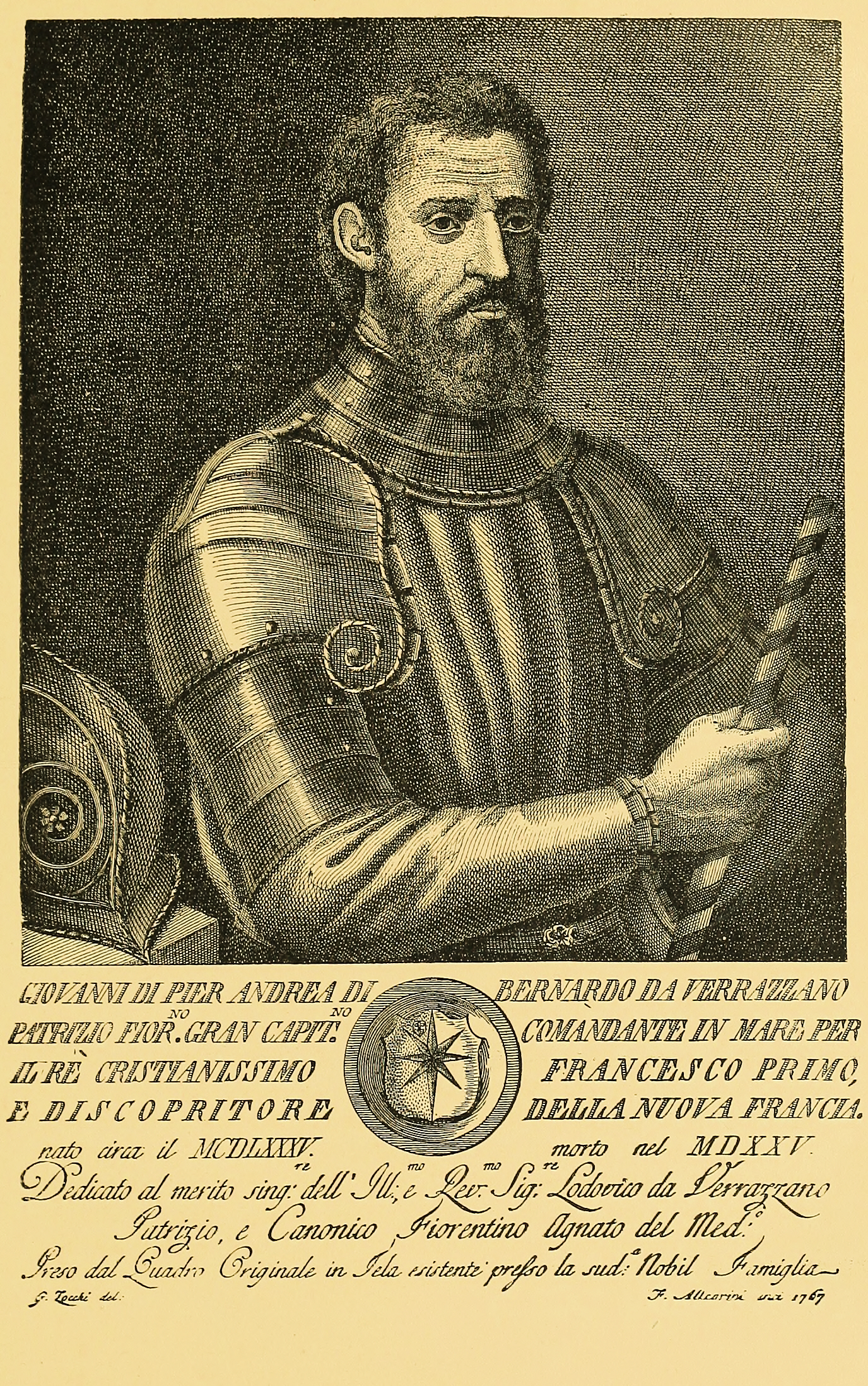
乔瓦尼·达·韦拉扎诺。

乔瓦尼·达·韦拉扎诺（義大利語：Giovanni da Verrazzano，義大利語：[dʒoˈvanni da (v)verratˈtsaːno]，1485年—1528年），英语常误拼为Verrazano。是一位在北美洲从事发现活动的意大利探险家，主要为法国国王效力。他是自公元11世纪挪威人移民北美以来第一个造访北美大西洋沿岸南卡罗来纳至纽芬兰岛段的欧洲探险家，其中，他在1524年发现了北美东岸的重要海湾纽约港和纳拉甘西特湾。

## 生平

### 身世和北美之行

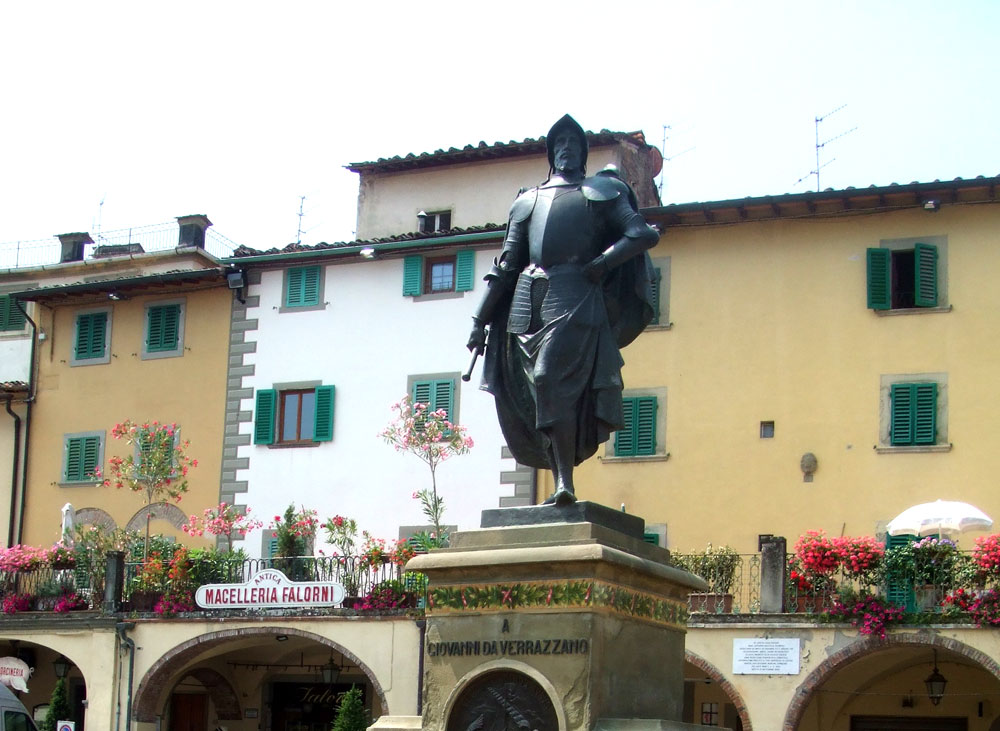
韦拉扎诺的一尊雕像，立于其出生地（现意大利基安蒂的格雷韦）。

韦拉扎诺出生在意大利佛罗伦萨南部的瓦尔·迪·格雷韦（Val di Greve，现名Greve in Chianti）。他的父亲名叫皮耶罗·安德里亚·达·韦拉扎诺（Piero Andrea da Verrazzano），母亲叫做菲娅梅塔·卡佩利（Fiammetta Capelli）。 虽然他对北美洲的考察留下了详尽的记录，但对其身世却难见史书明确记载。1506年至1513年后，他移居到了诺曼底的迪耶普，在那里开始了他的探险生涯。他曾多次航行到东地中海，并且在1523年，他应法国国王弗朗索瓦一世的邀请，与其探讨关于考察北美佛罗里达至泰拉诺瓦（即今纽芬兰）一段海域的问题，以求能发现穿越北美直接通往太平洋的新航线。

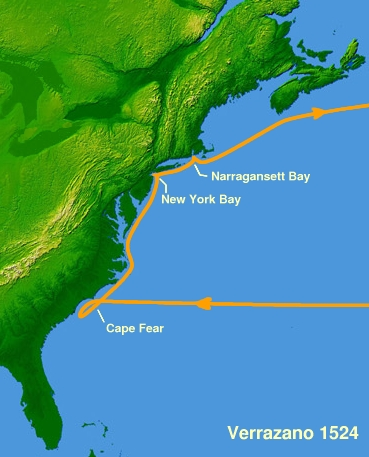
Verrazano的航行，1524年

以领航员安托万·德·孔夫兰的指引下，他的船“王妃号”（La Dauphine）于1524年3月1日航行到目的海域附近，经过短暂停留，他开始进一步考察开普菲尔海角以北的未知海岸，并航行到现在的北卡罗莱纳和帕姆立科湾泻湖附近。在写给弗朗索瓦一世的信中，韦拉扎诺表示他确信帕姆利科湾就是太平洋通道的开始，并且从那里可以到达中国。这一明显错误的报告在后来的相当一段长时间被绘制在了当时的北美地图上，使欧洲人对北美的认知产生了相当大的讹误。
在航行途中，他还和生活在沿岸的印第安人有所接触。随后，他驶过了切萨皮克湾和特拉华河，但没有对这两处进行详细考察。在航行到纽约湾时，他认为这是一个巨大的湖泊，但实际这是哈德孙河河口。接着他驶过了长岛，进入纳拉干湾，在那里他和一群万帕诺亚格人进行了接触，他在自己的地图上将这里标注为“诺曼维拉”（Norman Villa）。他在这里逗留了两周，然后继续北上，一直航行到今天的缅因州、新斯科舍省东南部和纽芬兰，最后回到法国。
在此之后韦拉扎诺还对北美进行了两次航行。
韦拉扎诺将西班牙殖民地新西班牙（今墨西哥）和英属纽芬兰（今加拿大）之间的这一段地域命名为“弗朗西斯”和“新法兰西”（Nova Gallia），也因此直接促使了法国对这一地区的殖民开拓。

### 去世
韦拉扎诺的死因至今不能确定，最常见的说法是他在1528年对佛罗里达、巴哈马和小安的列斯群岛考察时不幸身亡。他将船停泊在远离海岸处并划小艇上岸想与当地原住民进行贸易，但他很快发现这些人并不友善，传闻他接触的人是加勒比地区的食人族，他因此当场被杀害。他的兄弟杰罗拉莫·达·韦拉扎诺就在远离岸边的大船上，但由于停泊位置距离岸边太远，在火枪射程之外，而靠近岸边又需要较长时间，因而只能亲眼目睹不幸的发生。另一说他在1528年第三次新大陆航行中被小安的列斯群岛人袭击身亡。再一说他被西班牙舰队捕获，并被误当成海盗，处以了绞刑。但不管何种说法，其死亡年龄是十分确定的，享年43岁。

## 关于名誉
尽管他的发现是一项重大功绩，但他并未因此一举成名，也没有像当时的其他探险家一样传颂甚广。例如，按照当时的惯例，他把他发现的这一地区命名为弗朗西斯卡，但此地名和其他一些他所命名的地点都未能在航海探险界顺利流传开来。相反的，在与他同一时间（1519年—1521年）进行的麦哲伦环球航行中，尽管航海家麦哲伦本人未能完成全部环球航行，但却成为了历史上最伟大的航海家之一。
19世纪至20世纪初，在美国就韦拉扎诺写给弗朗索瓦一世的信中所描述的北美东海岸动植物和土著居民等内容的真实性展开了一场大讨论。今天，绝大部分人都认为这一信件所述情况是真实可信的，尤其是弗朗索瓦一世亲笔签名的韦拉扎诺信件被发现之后 ，这一说法已普遍被接受。
韦拉扎诺的名誉曾在现代纽约被长期遗忘，人们常常将亨利·哈德孙作为第一个发现纽约的欧洲人，并且认为这一发现应属于荷兰人而不是法国。直到20世纪50年代至60年代时，他的名誉才逐渐恢复，一座当时新建的海峡大桥被命名为“韦拉扎诺海峡大桥”。一支50年代至90年代服役的纽约渡轮当时也被命名为“韦拉扎诺号”。（渡轮上所拼写的是“Verrazzano”，但同时海峡大桥的地名标牌上却拼写为“Verrazano”，对这位航海家的遗忘从名字拼写的混乱上也可窥见一斑。）在今天美国，以他名字命名的还有纳拉干湾的詹姆斯敦·韦拉扎诺大桥和马里兰州的韦拉扎诺桥。